# シンフォニア・セレーナ
『シンフォニア・セレーナ』（Symphonia Serena）は、1946年にパウル・ヒンデミットによって作曲された管弦楽曲。ヒンデミットの3作目の交響曲にあたる。1947年2月2日にダラス交響楽団によって初演され、アンタル・ドラティが指揮を務めた。ヒンデミット自身は1956年にフィルハーモニア管弦楽団を、1963年にシュトゥットガルト放送交響楽団を指揮して録音を残している。

## 楽器編成
ピッコロ、フルート2、オーボエ2、イングリッシュホルン、A管クラリネット2、バスクラリネット、バスーン2、コントラバスーン、ホルン4、トランペット2、トロンボーン2、チューバ、ティンパニ、大太鼓、シンバル、小太鼓、トライアングル、タンバリン、グロッケンシュピール、ウッドブロック、チェレスタ、弦五部
第3楽章では弦楽が2群に分けられるほか、ヴァイオリンとヴィオラそれぞれ1人ずつが舞台裏で演奏する。

## 楽章
4つの楽章で構成され、全曲の演奏時間は約30分。第2楽章は管楽器と打楽器のみ（チェレスタを含む）、第3楽章は弦楽器のみで演奏され、第1楽章と第4楽章はフルオーケストラのために書かれている。同様の構成はレイフ・ヴォーン・ウィリアムズの交響曲第8番でも採用されている。
第1楽章
中庸な速さで（Moderately fast）。
ホルンが奏する五度下降と四度上昇を基礎にした第1主題と、「優美に」と指示された第2主題によるソナタ形式の楽章。ドラティは「作曲者が説明するとおり、"悲愴な"スタイルあるいは（...）ロマンティックなスタイルからは完全に距離を置いている。だがこれは、この曲に感情が欠けているという意味にはならない」と形容している。

第2楽章
ベートーヴェンの速歩行進曲、パラフレーズ (Geschwindmarsch by Beethoven. Paraphrase)
やや速く（Rather fast）。
スケルツォに相当し、『ヨルク軍団行進曲』の名でも知られるベートーヴェンの軍楽隊のための行進曲WoO 18を下敷きにしている。吹奏楽のレパートリーとして単独でも演奏される。

第3楽章
対話（Colloquy）
静かに（Quiet） - おどけて（Scherzando）。
2群に分けられた弦楽合奏の片方が弓奏で、もう片方がピッツィカートで登場したあと、両者が対位法的に組み合わされる。各部分の間には舞台上と舞台裏の独奏が呼応するカデンツァが挿入される。

第4楽章
終曲（Finale）
陽気に（Gay）。
ファンファーレ風の短い導入のあと、次々と新しい素材が提示されて進んでいく。既出の主題が展開される中盤では第1楽章の中心主題も回帰してくる。